# Une famille
Pour l’article homonyme, voir Une famille (film, 2024).
Une famille est un épisode de la série télévisée Stargate Universe. C'est le vingtième de la saison 2 et le dernier qui clôt cette série.
Il fut un temps envisagé de produire un téléfilm pour terminer la série, mais le producteur Brad Wright annonce en avril 2011 la fin définitive de Stargate Universe, ainsi que l’arrêt de l’exploitation de l’ensemble de la franchise Stargate.

## Résumé
L'équipage du Destinée découvre que des drones ennemis bloquent l'accès à toutes les planètes ayant une porte des étoiles et à toutes les étoiles de la galaxie qui permettraient de recharger les réserves d'énergie du vaisseau.
À chaque fois que l'équipage devra se ravitailler, il faudra limiter les dégâts en adaptant les boucliers à un seul type d'arme : celui des drones. Cela aura pour effet de rendre les boucliers plus puissants face aux armes des drones, mais complètement inopérants contre toutes les autres. Malheureusement ces derniers tentent une attaque kamikaze que les boucliers ne peuvent plus intercepter.
Eli Wallace pense avoir trouvé une solution : il veut faire changer de galaxie grâce à un voyage de trois ans. Le ravitaillement étant impossible pendant ce temps, tout l'équipage est placé en stase.

## Distribution
- Robert Carlyle : Dr Nicholas Rush
- Justin Louis : Everett Young
- Brian J. Smith : Lieutenant Matthew Scott
- Elyse Levesque : Chloe Armstrong
- David Blue : Eli Wallace
- Alaina Huffman :  Tamara Johansen
- Jamil Walker Smith : Master Sgt. Ronald Greer
- Ming-Na : Camile Wray
- Mike Dopud : Varro
- Jennifer Spence : Lisa Park
- Patrick Gilmore : Dr Dale Volker
- Peter Kelamis : Adam Brody
- Julia Benson : Sous-lieutenant Vanessa James
- Vincent Gale : Morrison
- Anna Galvin : Mrs. Armstrong
- Lou Diamond Phillips : Colonel David Telford
- Glynis Davies : Maryann Wallace
- Leanne Adachi : Caporal Barnes
- Trevor Carroll : Sergent Graham
- Sarah Smyth : Annie Balic
- Gordon Grice : Matt Balic

## Réception
Aux États-Unis, la série termine sur un score supérieur à la moyenne des audiences de la saison 2 avec 1,134 millions de téléspectateurs,.
En France, la présence d'une phrase insultante, « fuck the French », écrite sur l'un des décors du vaisseau et apparaissant également sur des images de promotion de l'épisode a été très remarquée. Le producteur Joseph Mallozzi a présenté ses excuses sur son blog et remercie par ailleurs les fans francophones pour leur soutien tout au long de la franchise.